# Waciny Laredj
Waciny Laredj (Tremecém, Argélia, 8 de agosto de 1954) é um escritor e académico argelino. As suas obras literárias costumam lidar com a turbulenta história do seu país natal, a Argélia. Laredj é casado com a poeta Zineb Laouedj, com quem tem dois filhos.
Laredj nasceu em Sidi Bou Jnan, na província de Tremecém. Graduou-se em literatura árabe na Universidade da Argel e mais tarde viajou para a Síria para continuar com os seus estudos, com a ajuda de uma bolsa do governo. Na Universidade de Damasco, obteve mais graduações. Depois de terminar os seus estudos Laredj regressou ao seu país natal e assumiu uma posição académica na sua alma mater, a Universidade da Argel. Ele continuou a dar aulas nela até 1994. Depois do despoletar da guerra civil da Argélia nos anos 90, Laredj viu-se forçado a sair do país. Depois de um curto período de tempo na Tunísia, ele mudou-se para a França e juntou-se à Universidade de Paris, onde ensinou literatura árabe.
Laredj e a sua mulher têm colaborado numa colecção de literatura africana em francês, intitulada Anthologie de la nouvelle narration africaine. No passado, Laredj produziu alguns trabalhos literários para a televisão argelina; também contribuiu regularmente para uma coluna no jornal argelino El Watan.

## Prémios
- Prémio Katara para nova árabe (2015)
- Prémio de criação literária árabe (2013)
- Prémio Feira Internacional do Livro de Argel (2008)
- Prémio do Sheikh Zayed (2007)[4]
- Grande Prémio dos livreiros argelinos (2006)
- Prémio Internacional do romance árabe no Qatar (2005)
- Prémio da novela argelina (2001)

## Obras
- al-Bawwaba al-Zarqa (O Portão Azul, 1980)
- Waqa'i min Awja Rajulin Ghamara Sawb al-Bahr (Factos do Sofrimento e um Homem que se Aventurou em Direcção ao Mar, 1981)
- Waq al-Ahdhiya al-Khashina (O som de sapatos duros, 1981)
- Ma tabaqqa min Sirat Lakhdar Hamrush (O que resta da biografia de Lakhdar Hamrush, 1982),
- Nuwwar al-Lawz (Almond Blossoms, 1983)
- Masra Ahlam Maryam al-Wadi'a (A Morte de Tender Maryam's Dreams, 1984)
- Asmak al-Barr al-Mutawahhish (O Peixe da Terra Selvagem, 1986)
- Damir al-Gha'ib (1990)
- Faji'at al-Layla al-Sabi'a ba'd al-Alf, Raml al-Maya (O Desastre da Sétima Noite depois da Milésima Noite, Raml al-Maya, 1993)
- La Gardienne des ombres. Don Quichotte à Alger (Protector das Sombras: Don Quixote em Algiers, 1996; Harisat al-Dhilal, Don Quishotte fi’l-Jaza’ir, 1999)
- Les Miroirs de l’aveugle (Os Espelhos do Homem Cego; Maraya al-Darir, 1998)
- al-Makhtuta al-Sharqiyya (O Manuscrito Oriental, 2002)
- Kitab al-Amir: masalik abwab al-hadid (O Livro do Principe: Os caminhos dos portões de madeira, 2004)
- Al-Bayt al-Andalusi (A Casa Andaluzia, 2011)
- Mamlakatu al farasha (Reino da Borboleta, 2013)
- Nissaou Casanova (Mulher Casanova, 2016)